# Khâu, Hàm Đan
Khâu (chữ Hán giản thể: 邱县, âm Hán Việt: Khâu huyện) là một huyện thuộc địa cấp thị Hàm Đan, tỉnh Hà Bắc, Cộng hòa Nhân dân Trung Hoa. Huyện này có diện tích 448 ki-lô-mét vuông, dân số 200.000 người. Mã số bưu chính của huyện Khâu là 057450. Chính quyền huyện đóng ở trấn Tân Mã Đầu. Về mặt hành chính, huyện này được chia thành 2 trấn, 4 hương và 1 hương dân tộc.
- Trấn: Tân Mã Đầu và Khâu Thành.
- Hương: Đán Trại, Nam Tân Điếm, Hương Thành Cố, Lương Nhị Trang.
- Hương dân tộc Hồi Trần Thôn.